# حريث بن محفض التميمي
حريث بن سلمة بن مرارة بن محفض الخزاعي المازني التميمي (20 ق هـ - 75 هـ / 602م - 695م) من فرسان العرب وشعرائهم أدرك الجاهلية والإسلام، وكان من فرسان بني مازن بن مالك بن عمرو من بني تميم وشهد أيامهم في الجاهلية، وبقي حتى أدرك ولاية الحجاج بن يوسف الثقفي وله أخبار معه قال ابن حجر العسقلاني: «حريث بن محفض المازني التميمي شاعر مخضرم له في الجاهلية أشعار، وعاش إلى أن أدرك الحجاج». وجعله ابن سلام الجمحي في الطبقة العاشرة من طبقات شعراء الجاهلية.

## نسبه
هو حريث بن سلمة بن مرارة بن محفض من بني خزاعي بن مازن بن مالك بن عمرو بن تميم بن مر الخزاعي المازني العمروي التميمي.

## من شعره
قال يفتخر بقومه ويُجيب رجلاً من بكر بن وائل: